# Энье-ле-Дюк (кантон)
Энье-ле-Дюк (фр. Aignay-le-Duc) — кантон во Франции, находится в регионе Бургундия. Департамент кантона — Кот-д’Ор. Входит в состав округа Монбар. Население кантона на 2006 год составляло 1577 человек.
Код INSEE кантона — 2101. Всего в кантон Энье-ле-Дюк входят 16 коммун, из них главной коммуной является Энье-ле-Дюк.

## Коммуны кантона
- Энье-ле-Дюк — население 381 чел.
- Больё — население 30 чел.
- Бонот — население 22 чел.
- Бельно-сюр-Сен — население 77 чел.
- Бюссо — население 64 чел.
- Дюэм (Кот-д’Ор) — население 62 чел.
- Эшало — население 100 чел.
- Эталант — население 134 чел.
- Мовийи — население 79 чел.
- Мёльсон — население 36 чел.
- Мино — население 243 чел.
- Муатрон — население 52 чел.
- Ориньи — население 35 чел.
- Кеминьи-сюр-Сен — население 120 чел.
- Рошфор-сюр-Бревон — население 44 чел.
- Сен-Жермен-ле-Рошё — население 98 чел.